# 広域公園前駅
広域公園前駅（こういきこうえんまええき）は、広島県広島市安佐南区大塚西四丁目にある広島高速交通広島新交通1号線（アストラムライン）の駅である。副駅名は修道大学前。

## 概要
アストラムラインの終着駅。西広島駅までの延伸・接続計画があるが、現在は道路沿いに線路（高架）が延びてしばらく行った先で途切れており、この間が引上げ線として活用されている。
コインロッカー設置駅。定期券発売駅。

## 歴史
- 1994年（平成6年）8月20日：開業[1][2]。
- 1999年（平成11年）3月20日：ダイヤ改正で新設された急行列車の停車駅となる[1]。
- 2004年（平成16年）3月20日：ダイヤ改正で急行列車が廃止[1]。
- 2009年（平成21年）8月8日：PASPY導入[1]。
- 2015年（平成27年）：構内放送とホームの発車標を新白島駅と同等の物に更新。

## 駅構造
島式ホーム1面2線の高架駅。ホームから1フロアー降りたところに、券売機・改札がある。ステーションカラーは■紫色。

### のりば
| のりば | 路線              | 行先               |
| ------ | ----------------- | ------------------ |
| 1      | ■アストラムライン | （降車専用ホーム） |
| 2      | ■アストラムライン | 本通方面           |

- 本通方面から到着した列車は1番線（降車専用ホーム）で乗客を降ろしたあとそのまま直進して引上げ線に回送し、折り返して2番線ホームへ入線し再び本通方面へ向かう。

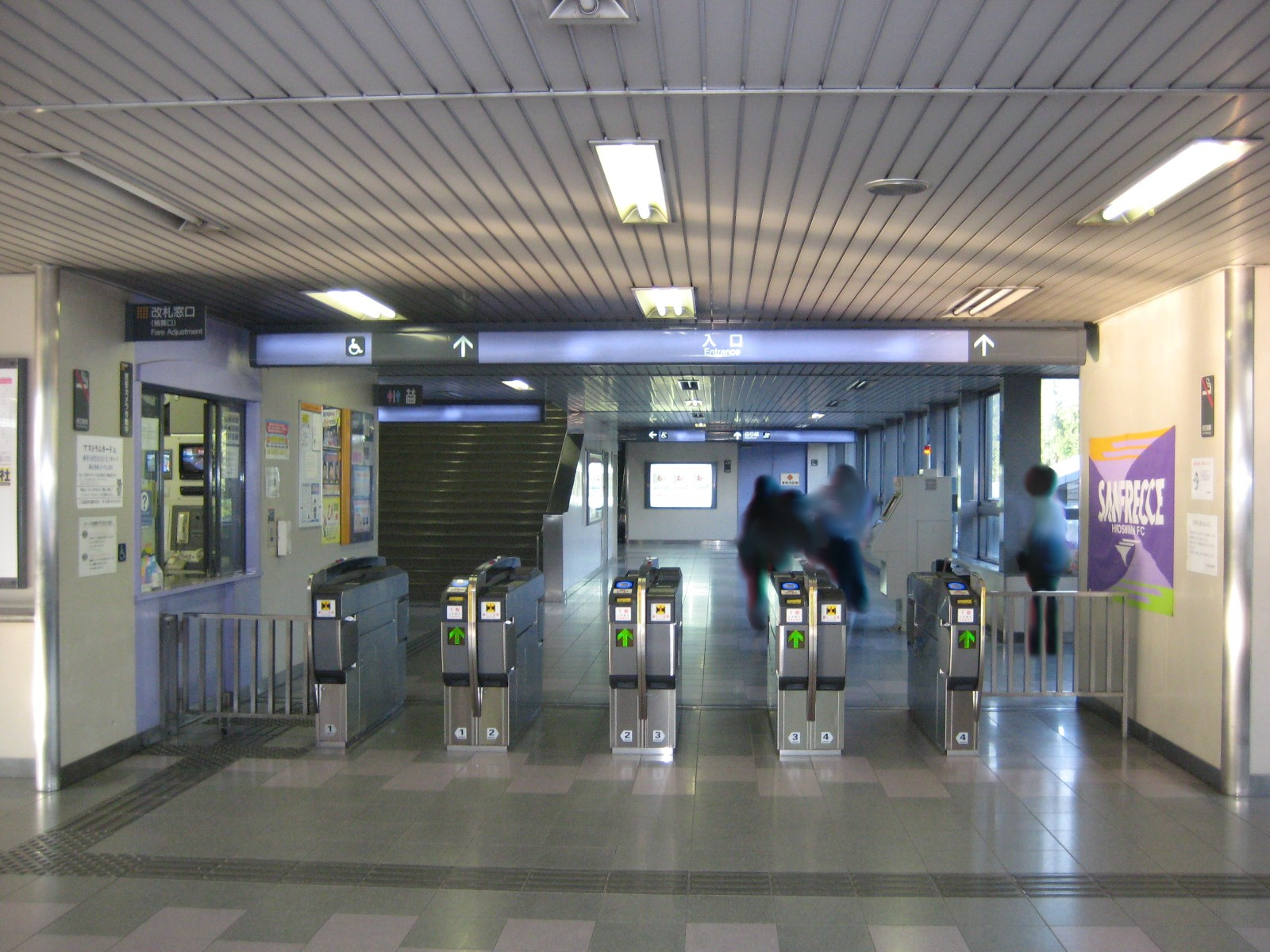
改札口（2009年8月）
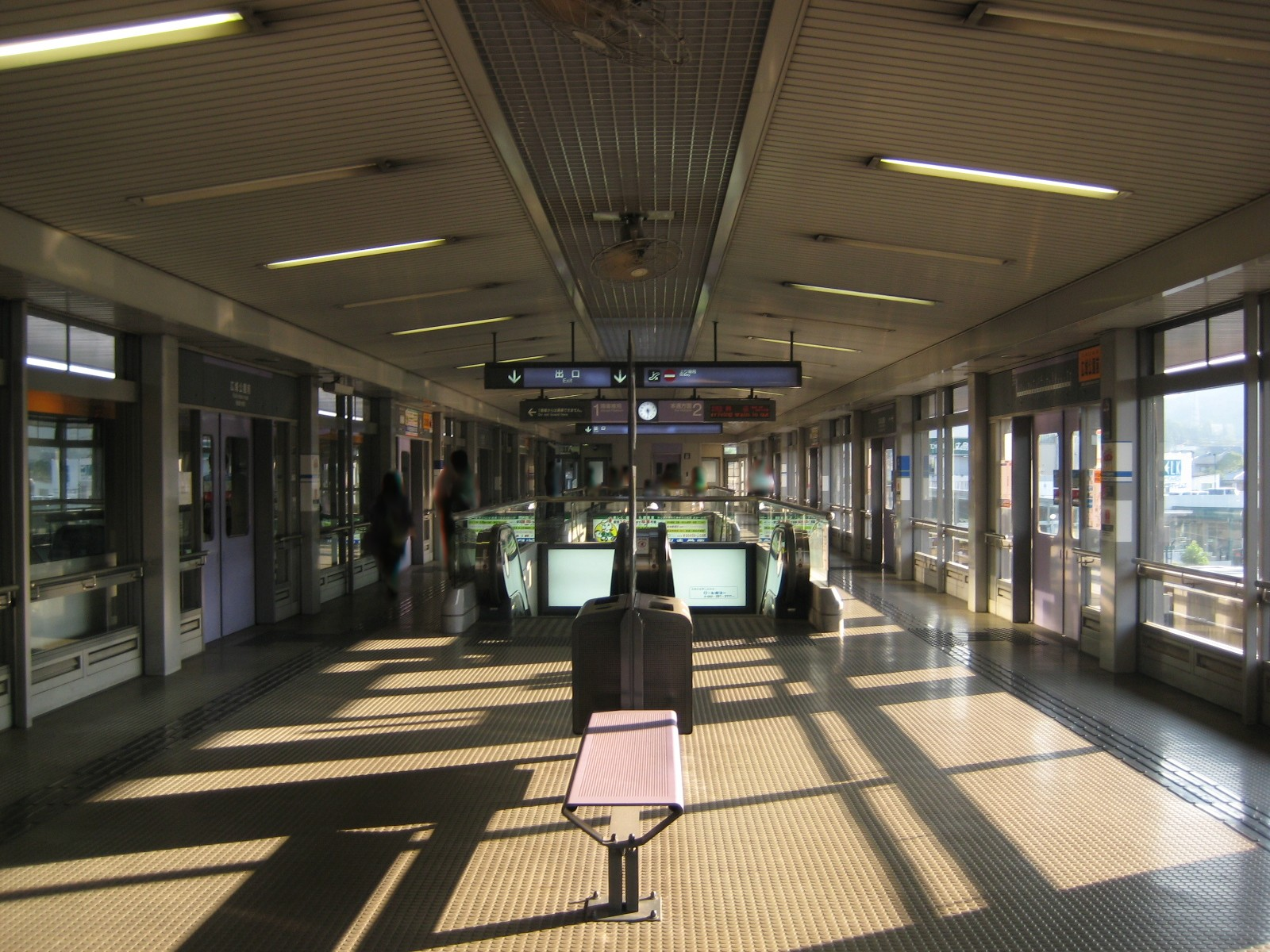
ホーム（2009年8月）

## 利用状況
以下の情報は、広島市統計書に基づいたデータである。アストラムラインでは「1年毎乗車総数」と「1年毎降車総数」の情報を公開している。1日平均乗車人員データは、年度毎の乗車総数を365（閏年は366）で割った値を小数点2位を丸めて小数点1位の値にした物である。アストラムラインのデータは1,000で丸めて提供されているので、1年毎ではプラスマイナス500の誤差があり、1日当たりでは1.4人程度の誤差が発生する。
| 年度               | 1日平均 乗車人員 | 1年毎 乗車総数 | 1年毎 降車総数 |
| ------------------ | ---------------- | -------------- | -------------- |
| 1995年（平成07年） | 1,254.1          | 459,000        | 490,000        |
| 1996年（平成08年） | 1,326.0          | 484,000        | 507,000        |
| 1997年（平成09年） | 1,131.5          | 413,000        | 429,000        |
| 1998年（平成10年） | 1,183.6          | 432,000        | 444,000        |
| 1999年（平成11年） | 1,338.8          | 490,000        | 500,000        |
| 2000年（平成12年） | 1,378.1          | 503,000        | 520,000        |
| 2001年（平成13年） | 1,380.8          | 504,000        | 521,000        |
| 2002年（平成14年） | 1,331.5          | 486,000        | 511,000        |
| 2003年（平成15年） | 1,180.3          | 432,000        | 456,000        |
| 2004年（平成16年） | 1,112.3          | 406,000        | 430,000        |
| 2005年（平成17年） | 1,126.0          | 411,000        | 428,000        |
| 2006年（平成18年） | 1,068.5          | 390,000        | 404,000        |
| 2007年（平成19年） | 1,150.3          | 421,000        | 435,000        |
| 2008年（平成20年） | 1,115.1          | 407,000        | 419,000        |
| 2009年（平成21年） | 1,153.4          | 421,000        | 437,000        |
| 2010年（平成22年） | 1,191.8          | 435,000        | 465,000        |
| 2011年（平成23年） | 1,133.9          | 415,000        | 442,000        |
| 2012年（平成24年） | 1,167.1          | 426,000        | 450,000        |
| 2013年（平成25年） | 1,232.9          | 450,000        | 473,000        |
| 2014年（平成26年） | 1,254.8          | 458,000        | 480,000        |
| 2015年（平成27年） | 1,461.7          | 535,000        | 568,000        |
| 2016年（平成28年） | 1,386.3          | 506,000        | 536,000        |
| 2017年（平成29年） | 1,452.1          | 530,000        | 559,000        |
| 2018年（平成30年） | 1,520.5          | 555,000        | 587,000        |
| 2019年（令和元年） | 1,491.8          | 546,000        | 575,000        |
| 2020年（令和02年） | 638.4            | 233,000        | 245,000        |
| 2021年（令和03年） | 994.5            | 363,000        | 378,000        |
| 2022年（令和04年） | 1,400.0          | 511,000        | 531,000        |

## 駅周辺
副駅名が示すとおり、広島広域公園の南東、広島修道大学正門前に位置する。
駅出口は広島県道71号広島湯来線（広島県道265号伴広島線重複）広域公園南口交差点にあたる。
- 広島広域公園陸上競技場（広島ビッグアーチ、ホットスタッフフィールド広島）
- 西風新都
- フォーブル沼田営業所
- WILLER EXPRESS広島営業所
- 山陽自動車道五日市IC

## バスのりば
バス停留所は駅直下の県道沿いの道路上にある。
一般路線バスは「広域公園前駅（広島修道大学入口）」を名乗る。以前は「広島修道大学」バス停だったが、広島修道大学キャンパス内にある「広島修道大学キャンパス」バス停と紛らわしいため、2007年12月21日に改称された。広電バスの五月が丘団地・免許センター線（広島バスセンター/市役所前 - 高速4号線 - 五月が丘団地・免許センター）と石内線（JR五日市駅北口 - 市立大学前）が停車する。
高速バスは「広域公園前（修道大学前）」を名乗る。広福ライナーや防長交通の広島バスセンターと山口県内を結ぶ都市間路線（広島線）が停車する（広島行きは降車のみ、広島発は乗車のみ扱い）。なお、広福ライナーは2022年4月1日以降JRバス便のみの停車となった。
2022年4月より、東京と山口を結ぶ高速夜行バス「萩エクスプレス」、同年8月からは京阪神と山口県を結ぶ「カルスト号」が停車するようになった。
このほか、サンフレッチェ広島ホームゲームや、FIFA（国際サッカー連盟）主催・主管サッカー国際試合など、広島ビッグアーチでサッカーの試合が行われるときは、試合前に駅前（広島修道大学正門前）の臨時バス乗り場からビッグアーチに向かう無料シャトルバスが運転されていた が、2015年度は駅周辺の環境諸事情に鑑みて運行が取りやめられている。
一般路線バス（広電バス）
- 石内線
  - 1（1-9） JR五日市駅北口 - 和田東 - 免許センター - 修道大学キャンパス - 広域公園前駅 - 市立大学前（平日のみ運行）
- 五月が丘団地・免許センター線
  - 60（60-3） 広島バスセンター（・市役所前） - 中広町 - ＜高速4号線経由＞ - 広域公園前駅 - （修道大学キャンパス） - 藤の木団地
  - 61（61-1 61-4） 広島バスセンター - 横川駅前 - ＜高速4号線経由＞ - 広域公園前駅 - （修道大学キャンパス） - （広島修道大学） - （五月が丘） - 免許センター （ - ジ アウトレット 広島・そらの北）
- ジ アウトレット 広島 線（シャトルバス）
  - 広島駅新幹線口 - 広域公園前駅 - ジ アウトレット 広島（平日は月・水・金のみ運行）

高速バス
| 愛称                                    | 運行会社                                   | 行先                                                       |
| --------------------------------------- | ------------------------------------------ | ---------------------------------------------------------- |
| 萩エクスプレス（夜行）                  | 防長交通                                   | 東京（霞ヶ関・東京駅）                                     |
| 錦帯ブルーライナー                      | いわくにバス                               | 岩国（岩国駅・日の出町車庫）                               |
| 広島 - 徳山・防府・山口線               | 防長交通                                   | 徳山（徳山駅） 防府（防府駅） 山口（湯田温泉・山口大学前） |
| 広福ライナー 広島ドリーム博多号（夜行） | 広交観光（昼行のみ） JRバス中国 JR九州バス | 北九州（小倉南IC） 福岡（博多）                            |

## 隣の駅
広島高速交通
■広島新交通1号線（アストラムライン）
大塚駅 - 広域公園前駅